# 陳季恰
陳季恰（越南语：／；1870年—1908年），初名陳誼（越南语：／），字野航（越南语：／），又字適夫（越南语：／），號台川（越南语：／），積極宣傳維新運動，後因中圻民變被阮朝處死。

## 生平
陳季恰是廣南省奠磐府延福縣多禾上總不貳社台羅村（今屬廣南省奠磐市社）人，嗣德二十三年（1870年）出生。年少時愛讀書，但家貧買不起書。當時阮誠意致仕在家，家裡藏書豐富，陳季恰常去他家借書。稍長後，拜入名師黎肅齋門下學習，與范燎等人同窗。成泰七年（1895年），陳季恰進入省學學習。兩年後參加鄉試，考中秀才。成泰十年（1898年），以上項學生秀才的身份參加會試，但未能考中。陳季恰回鄉後，與黃叔沆、潘周楨、潘佩珠、阮廷獻等人交游。成泰十三年（1901年），陳季恰再次參加會試，仍不中。三年後（1904年），陳季恰第三次參加會試，後在庭試中考中第三甲同進士出身。
陳季恰在多次往來京師順化參加會試時，接觸到康有為、梁啟超的維新變法思想，開始反對科舉制度，宣傳維新思想。成泰十八年（1906年），陳季恰被任命為平教授。在任期間，他從天主教堂聘請教師教府學學生法語和國語字，引領廣南全省風潮，省內各學塾紛紛學習這一做法。陳季恰也因此遭到守舊派人士攻訐。
維新二年（1908年），陳季恰被貶為慶和省寧和府教授。他到任剛一個月，中圻便爆發反法的中圻民變（中圻抗搜稅運動）。陳季恰雖未參與其中，但他與民變領導者潘周楨等人過從甚密，因而被阮朝下獄。阮朝指控陳季恰陰謀與潘周楨等人潛逃國外。且所寫詩文“辭氣悖慢”，同時還收藏潘佩珠所著“偽書”。在擔任教授期間，逼迫學子剃髮。阮朝認定陳季恰雖然與民變沒有直接關聯，但民變群眾未必不是受到他的影響，而且陳季恰各種罪行已經構成“悖逆”，因而按照謀叛大逆律判處他淩遲處死。隨後輔政府改為斬立決。這一判決被黃叔沆稱作“莫須有”。五月十七日（6月15日），陳季恰在芽莊就義。
啟定八年（1923年）三月，阮朝開復陳季恰教授職銜。

## 評價
- 黃叔沆：先生已矣，而浩然之氣，磅礴於艚山瀚海間，以置諸日本維新、支那政變史中，視匡時諸哲，直相伯仲。惜先生乃十九世紀之越產耳！[2]

## 作品
陳季恰的作品稿件由《南風雜誌》主筆阮伯卓處理，後於啟定八年（1923年）在《南風雜誌》以《台川陳野航先生遺墨》為題刊登部分詩作。

## 家庭
陳季恰有兩位夫人，都姓阮，長房生一女，次房生一子一女。子名陳詮，保大年間曾任三岐府初學場督教。